# الجراجر (ذي السفال)

تعديل مصدري - تعديل

الجراجر محلة تابعة لقرية المنبل، التابعة لعزلة الدخال بمديرية ذي السفال إحدى مديريات محافظة إب في الجمهورية اليمنية، بلغ تعداد سكانها 93 حسب تعداد اليمن لعام 2004.